# Lucio Brunelli
Lucio Brunelli (Roma, 1º agosto 1952) è un giornalista italiano, già vaticanista del TG2 e direttore delle testate giornalistiche delle emittenti della CEI TV2000 e Radio InBlu.

## Biografia
Si laurea in Scienze politiche all'Università "La Sapienza" di Roma con una tesi sulla formazione religiosa e culturale di Giorgio La Pira. Dopo la laurea si dedica alla ricerca universitaria come assistente dello storico Gabriele De Rosa; cura l'edizione critica di alcuni volumi dell'Opera Omnia di Luigi Sturzo  pubblica articoli e saggi sulla storia del pensiero sociale cattolico.
Nel 1983 inizia la sua esperienza come giornalista professionista nel mensile internazionale 30Giorni. Successivamente scrive e collabora con diversi settimanali, fra cui Il Sabato, L'Europeo, Epoca, Il Mondo. Nel 1994 cura un programma a Radio Rai, Momenti di pace, che trasmette e commenta in diretta l'angelus del Papa.
Nel 1995 è assunto al TG2 con mansioni di vaticanista. Ha seguito i Papi in numerosi viaggi apostolici, in Italia e all'estero. Ha inoltre firmato numerosi documentari e reportage per la rubrica Tg2dossier: La fabbrica dei santi, I segreti di padre Pio, Paradossi siriani, Un sogno chiamato Yemen, Benedetto XVI ritratto inedito, Francesco papa tra la gente, Il mio nome è Francesco. Ha pubblicato le memorie del cardinale Silvio Oddi nel libro Il tenero mastino di Dio (1995).
Nel settembre 2005 ha rivelato sulla rivista Limes i retroscena del conclave che elesse Benedetto XVI basandosi sul diario di uno dei cardinali che presero parte alle votazioni nella Cappella Sistina. Nel 2013 gli è stato conferito il primo premio dell'Associazione Giuseppe De Carli per l'informazione religiosa, mentre nel 2015 ha vinto con Paolo Ruffini il prestigioso Premio Buone Notizie di giornalismo.
Nel 2011 ha pubblicato con Alver Metalli il romanzo Il Giorno del giudizio, ed. Fazi, un fanta thriller ambientato in Vaticano. Dal 5 maggio 2014 al 1º febbraio 2019 è stato direttore delle due testate giornalistiche della Conferenza Episcopale Italiana: TV2000 e Radio InBlu. Nel 2020 ha pubblicato il libro Papa Francesco come l'ho conosciuto io,  ed. San  Paolo
Nel 2022 ha curato insieme ad Andrea Tornielli il programma Volti dei Vangeli - Papa Francesco racconta gli incontri di Gesù trasmesso su RaiUno in prima serata il 17 aprile. Nel 2023 ha pubblicato il libro Ad occhi sgranati - Storie di papi e ambulanti, zingari ed ebrei, martiri e fondatori, edizioni Sanpino, Torino.